# Diego Forlán
Diego Forlán Corazo (Montevideo, 19 de mayo de 1979) es un exfutbolista, y actual entrenador y tenista profesional uruguayo. Se desempeñaba como delantero o mediapunta. Fue internacional absoluto con la selección de Uruguay.
Obtuvo dos Botas de Oro en las temporadas 2004-2005 y 2008-2009, además del Balón de Oro al mejor jugador del Mundial 2010, es considerado también uno de los mejores futbolistas de la historia del Villarreal y el Atlético de Madrid.

## Biografía
Hijo del también futbolista Pablo Forlán y nieto por línea materna de Juan Carlos Corazzo -director técnico de la selección de Uruguay en el Mundial de 1962- y Campeón Sudamericano 1967 en Montevideo, se inició deportivamente en tenis, pero luego decidió continuar con la tradición familiar y dedicarse al Fútbol.
En octubre de 2024 regresará a jugar tenis en el torneo del Uruguay Open, junto a Federico Coria, en dobles.

## Trayectoria

### Como jugador

#### Independiente
Tras jugar en las inferiores del Danubio Fútbol Club pasó a Independiente de Avellaneda, en Argentina, club en el que recaló con 18 años.
Debutó en el primer equipo el 25 de octubre de 1997.
El 26 de febrero de 2000, anotó su primer gol en liga, partido correspondiente a la fecha 3 del Torneo Clausura frente a Argentinos Juniors, ganando el conjunto de Avellaneda por un abultado 8 a 1.
El 17 de septiembre del mismo año, anotó su primer gol en la fecha 7 del Torneo Apertura frente a Colón de Santa Fe, partido en el que Independiente termina remontando 2 a 1.
El 15 de abril de 2001, anotó su último gol en la fecha 12 del Torneo Clausura, en donde el Rojo cae 3 a 2 frente a San Lorenzo de Almagro.
Con el Rojo, jugó un total de 91 partidos, en donde convirtió 40 goles.

#### Manchester United
Después de su paso por la Liga Argentina, fichó por el Manchester United de Inglaterra en enero de 2002, por petición expresa de Sir Alex Ferguson.
Jugó su primer partido en la Premier League el 29 de enero de 2002, en la fecha 24 entrando a los 14 minutos del primer tiempo. Dicho encuentro los Diablos Rojos perdieron 4 a 0 frente a Bolton Wanderers.
Luego de un inicio irregular en su primera media temporada, en la que no pudo anotar goles, ganó la Premier League en la temporada 2002-03 y la FA Cup en 2003-04.
El 18 de septiembre de 2002 anotó su primer gol en Champions League frente al Maccabi Haifa ganando 5 a 2 dicho encuentro.
El 26 de octubre del mismo año, anotó su primer gol en la Premier League en la fecha 11 frente al Aston Villa, encuentro que culminó empatado 1 a 1.
El 3 de diciembre, anotó su primer gol en la Copa de la Liga frente al Burnley. El encuentro terminó en victoria para el United. El 17 de diciembre vuelve a marcar otro gol en la competición, esta vez frente al Chelsea, ganando el encuentro por 1 a 0.
El 10 de agosto de 2003 disputó la final de Community Shield frente al Arsenal, entrando a los 78 minutos del segundo tiempo. El encuentro terminó con victoria para los Diablos Rojos por 4 a 3 en la tanda de penales, luego de empatar 1 a 1 en tiempo reglamentario.
El 4 de noviembre del mismo año volvió a anotar otro gol en Champions League, esta vez frente al Rangers de Escocia, convirtiendo en la fecha 4 de la fase de grupos. El partido lo ganó el Manchester United por 3 a 0.
El 6 de diciembre anotó su último en Premier League, en la fecha 15 frente al Aston Villa en un abultado 4 a 0 para el United.
El 25 de enero de 2004 anotó su primer gol en la FA Cup frente al Northampton Town, donde los Diablos Rojos ganaron 3 a 0.
Jugó su último partido de Premier League el 1 de mayo, por la fecha 36 frente a Blackburn Rovers, entrando a los 13 minutos del primer tiempo, partido que ganaría el United por 1 a 0.
Su último título con el conjunto inglés se dio el 22 de mayo de 2004, en donde se coronó campeón de la FA Cup frente al Millwall. Forlán no tuvo minutos en la final.
En su paso por el club inglés jugó 98 partidos (63 por Premier League, 23 por Champions League, 6 por Copa de la Liga, 4 por FA Cup y 2 por Community Shield). Anotó 17 goles y dio 9 asistencias.

#### Villarreal

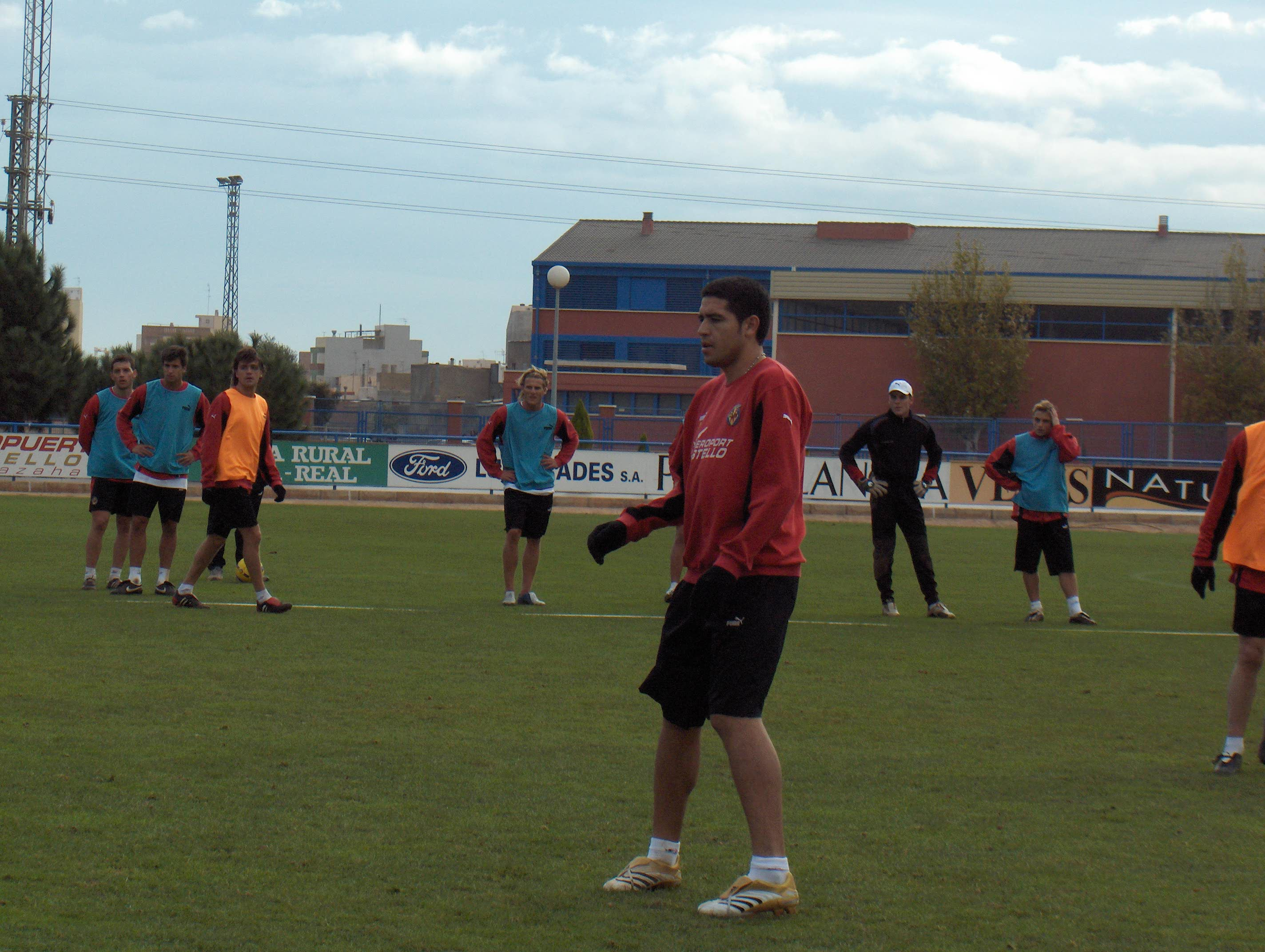
Forlán entrenando con Riquelme en el Villarreal.

El 20 de agosto de 2004 fue transferido al Villarreal de España y brilló en el conjunto submarino, donde ganó el Trofeo Pichichi de la Liga Española y la Bota de Oro europea (que compartió con el jugador francés del Arsenal, Thierry Henry) al anotar 25 goles durante la temporada 2004-05, contribuyendo decisivamente a que el Villarreal finalizara la Liga en tercer puesto.
Apenas diez días después de su llegada al conjunto amarillo, el 30 de agosto anota su primer gol en la liga, en la fecha 1 frente al Valencia. En dicho encuentro el submarino amarillo ganó 2 a 1.
En el mismo año que ganaron la Copa Intertoto de la UEFA, Diego Forlán se consagró además como el máximo goleador de la historia del Villarreal.
El 22 de febrero de 2006 anotó su primer gol en Champions League ante el Rangers de Escocia, partido correspondiente a los octavos de final. El encuentro lo igualó el equipo de Castellón.
Jugó su último partido el 9 de junio de 2007 frente al Athletic Club, correspondiente a la fecha 37 de la liga y anotando 2 goles. El partido lo ganaría el submarino amarillo por 3 a 1.
En el conjunto submarino jugó un total de 128 partidos, anotando 60 goles y dando 10 asistencias.

#### Atlético de Madrid
El 30 de junio de 2007 se confirmó su fichaje por el Atlético de Madrid por 23 millones de euros, más primas en función de objetivos conseguidos.
El 20 de septiembre de 2007 anotó su primer gol en Copa de la UEFA frente Kayseri Erciyesspor que ganaron 4 a 0 en dicho encuentro.
El 23 de septiembre de 2007 anotó su primer gol en liga en la cuarta fecha frente a Racing de Santander partido que terminaron goleando 4 a 0.
El 12 de diciembre de 2007 anotó su primer gol en la Copa del Rey frente al Granada.
El 8 de mayo de 2008, se convirtió en el máximo goleador uruguayo de la Liga española con 69 goles, superando a José Luis Zalazar quien tenía 67 goles.
Forlán marcó su gol 69 contra el Español
El 24 de febrero de 2009 anotó su primer gol en Champions frente al Oporto en octavos dicho encuentro terminó 2 a 2.
Durante la temporada 2008-09 el jugador uruguayo del Atlético de Madrid se hizo nuevamente con el Trofeo Pichichi y la Bota de Oro, marcando 32 goles y en su país se le otorgó el Premio Charrúa de Oro, que reconoce al mejor deportista uruguayo en cada temporada.
En la temporada 2009-10, Diego Forlán tuvo un papel fundamental en el éxito en Europa del Atlético de Madrid al marcar cinco de los últimos seis goles de su equipo en la UEFA Europa League, que llevaron a la conquista del título. Su gol al Valencia en cuartos de final, los dos al Liverpool en semifinales y los dos en la gran final contra el Fulham, en la cual fue elegido mejor jugador del encuentro, le instalaron para siempre en el pedestal histórico rojiblanco. En la Liga española marcó 18 goles en 31 partidos, para cerrar la temporada con cifras de 28 tantos en 46 encuentros.
La temporada 2010-11 no pudo tener mejor inicio pues el 27 de agosto de 2010 consigue su segundo título como atlético al ganar la Supercopa de Europa al Inter de Milán por 2-0. Sin embargo sufrió luego una serie de altibajos durante el resto de la temporada.
El 30 de enero de 2011, disputó en el Vicente Calderón su partido número 500 entre los diferentes clubes en los que ha jugado, frente al Athletic de Bilbao en la vigésimo primera jornada de la liga, terminando el encuentro con derrota por 0-2. Con su gol ante el Villarreal,el 5 de marzo de 2011, entró en el top 10 de los máximos goleadores en Primera División de la historia del Atlético de Madrid.
Jugó su último partido el 10 de mayo de 2011 en la fecha 36 de liga frente a Racing de Santander entrando a los 56 minutos del segundo tiempo por Elías dicho encuentro perdieron 2 a 1.
En el conjunto colchonero jugó un total de 198 partidos (134 de Liga,13 de Champions,18 de la Copa del rey,23 de Europa League,1 de Copa Interoto).
Anotando 96 goles y 34 asistencias.

#### Inter de Milán
A fines de agosto de 2011, fue fichado por el Inter de Milán.
El uruguayo se despidió habiendo logrado dos títulos, una Bota de Oro y 96 goles como rojiblanco, lo que le convierten en el décimo máximo goleador de la historia del club en Primera División.
El 11 de septiembre de ese año debutó con el Inter de Milán en la segunda jornada de liga (la primera jugada, ya que la primera jornada fue pospuesta debido a una huelga de jugadores), convirtiendo un gol en la derrota 4-3 ante el Palermo. Nueve días después, en una nueva derrota ante el Novara por 3-1, Forlán jugó el partido número 600 de su carrera.
El 23 de febrero de 2012 debutó con el Inter en la Liga de Campeones en la derrota por uno a cero ante el Olympique de Marsella en el partido de ida de los octavos de final.
Forlán no pudo participar en la fase de grupos con el Inter por haber jugado ya en la Europa League con el Atlético de Madrid.
El 7 de abril de 2012 jugó, frente al Cagliari, su partido número 400 de liga habiendo anotado un total de 177 goles entre las diferentes ligas en las que ha jugado: argentina, inglesa, española e italiana. Este partido, correspondiente a la trigesimoprimera jornada de la Serie A, finalizó con empate a dos.
En el equipo negroazurri jugó un total de 20 partidos (18 de Serie A, 2 de Champions).
Anotando 2 goles y 2 asistencias.

#### Inter de Porto Alegre

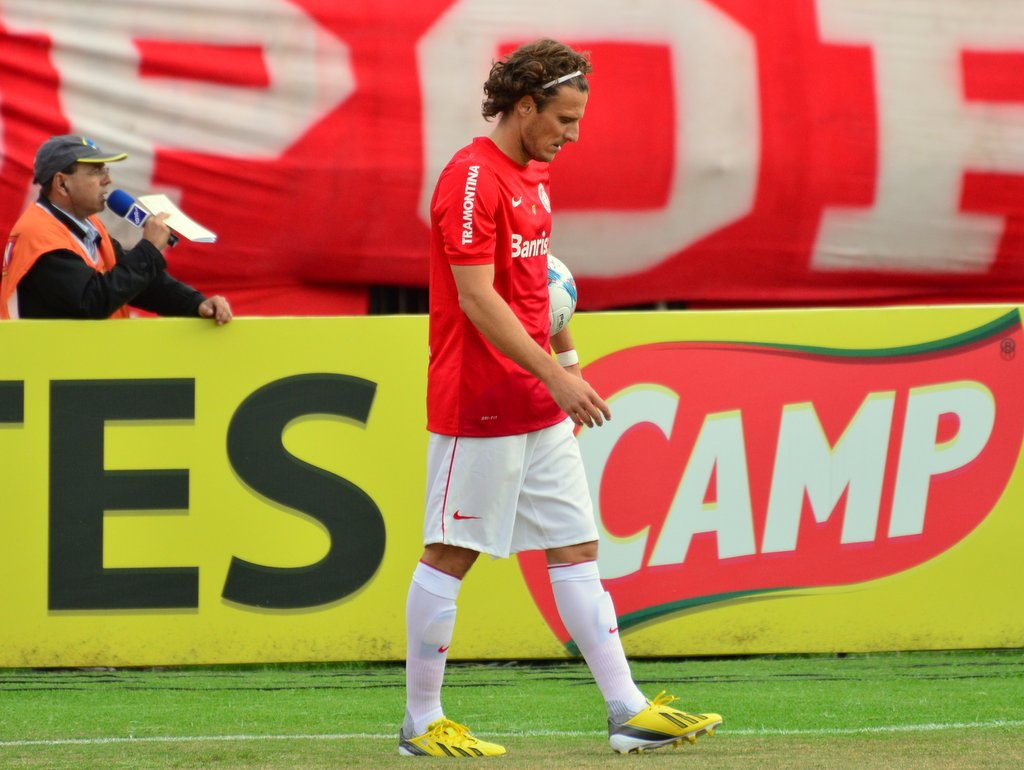
Forlán jugando con el Inter de Porto Algre en 2013

Tras una temporada en el Inter de Italia, fue fichado en julio de 2012 por el Inter de Porto Alegre.
El debut con su nuevo club se produjo el 28 de julio de ese mismo año en un encuentro ante el Vasco da Gama correspondiente a la Serie A que acabó empate a cero, mientras que el 2 de septiembre anotó sus primeros dos goles con Internacional en la victoria por cuatro a uno ante Flamengo, correspondiente a la vigésimo primera jornada de liga.
El 3 de abril de 2013 anotó su primer gol en Copa do Brasil frente al Rio Branco-AC en primera ronda.
En el equipo conjunto de Porto Alegre jugó un total de 42 partidos (34 de Brasileirao,8 Copa do Brasil).
Anotando 13 goles y 4 asistencias.

#### Cerezo Osaka
Tras una irregular campaña con el Internacional, donde no participó de la Copa Libertadores y el equipo finalizó en el 14.º puesto del Brasileirao, en enero de 2014 Forlán firmó contrato con el Cerezo Osaka de la J1 League de Japón hasta diciembre del mismo año.
El 20 de marzo de 2014 Forlán cerró el marcador de la goleada del Cerezo Osaka por 4-0 contra el Buriram United, compitiendo por la Champions League asiática.
Con el conjunto de Osaka jugó un total de 51 partidos (42 de liga tanto de J1 que de J2,6 de AFC Champions,2 de la Copa del Emperador,1 de Copa J League).
Anotó un total de 19 goles y 5 asistencias.

#### Peñarol
En junio de 2015 el Cerezo Osaka decide no extender el contrato del uruguayo.
El jugador de fue despedido a lo grande, con un gran reconocimiento por parte del club nipón, sus compañeros y la hinchada que aclamó su nombre y realizó varias banderas de agradecimiento.
El 9 de julio de 2015 vuelve a su tierra natal luego de 18 años en el exterior, para que un día después, sea presentado oficialmente en Peñarol de Uruguay, firmando un contrato por un año y medio.
El 22 de agosto de 2015 anotó su primer con la camiseta del manya frente a El Tanque Sisley partido que terminaron empatados.
Obtuvieron el Torneo Apertura el 6 de diciembre de 2015 frente a Juventud por el Campeonato Uruguayo.
El 21 de febrero de 2016 Forlán marca su primer triplete en el Carbonero tras derrotar por 5-1 a Defensor Sporting por el mismo torneo.
El 12 de junio de 2016 gana el Campeonato Uruguayo 2015-16, luego de que Peñarol venciera a Plaza Colonia 3 a 1 en la definición, terminó aportando 8 goles y 12 asistencias, en 34 partidos disputados.
Finalmente, el 14 de junio, el jugador convoca a una conferencia de prensa para anunciar su salida de Peñarol.
Con el equipo mirasol jugó un total de 34 partidos, anotando 8 goles y dando 13 asistencias.

#### Mumbai City FC
En 2017 Forlán aceptó una oferta del Mumbai City FC para disputar la Superliga de India.
Jugó un total de 11 partidos y anotó 5 goles y 2 asistencias.

#### Kitchee SC
El 4 de enero de 2018, Diego Forlán, con 38 años, puso rumbo a Hong Kong, para disputar la BOCG Life Hong Kong Premier League con el Kitchee Sports Club.
En mayo de 2018 anuncia su marcha del Kitchee Sports Club.
Posteriormente abandonaría su carrera profesional como jugador.

### Retiro profesional y actividad posterior
Diego Forlán celebró su despedida como jugador de fútbol profesional con un partido especial realizado en el Estadio Centenario de Montevideo, en el que participaron reconocidos futbolistas y amigos del protagonista. Este evento enfrentó a un combinado especial de la selección uruguaya contra el equipo de “Los Amigos de Forlán”.
Entre las muchas figuras presentes estuvieron Óscar Washington Tabárez, Diego Lugano, Andrés Scotti, Diego Pérez, Egidio Arévalo Ríos, Luis Suárez, Sebastián Abreu, Fabián Carini, Antonio Pacheco, Juan Sebastián Verón, Juan Román Riquelme, Andrés D’Alessandro y Diego Milito, entre muchos otros.
En el partido de despedida hubo también un espectáculo musical en el entretiempo a cargo de Emiliano Brancciari, vocalista del grupo No Te Va Gustar, y un show de fuegos artificiales al finalizar el partido.
Desde aquel entonces, Forlán ejerció como entrenador en Peñarol durante la primera mitad del año 2020, y en el Atenas de San Carlos durante un semestre de 2021.
Además, desde su retiro como futbolista profesional no solo se ha desempeñado como entrenador y director técnico, sino que también ha seguido vinculado al fútbol dada su importancia como jugador histórico de la selección uruguaya y su relevancia en la escena internacional de este deporte. Por estos motivos es consultado frecuentemente por la actualidad de la escena futbolística en medios de comunicación tanto de Uruguay como de otras partes del mundo.
En julio de 2021 fue nombrado embajador internacional del Museo de la FIFA, como forma de reconocer su apreciado rol en el fútbol global. Desde esta posición Diego Forlán encabeza actividades como promotor de la cultura futbolística en distintos países del mundo.

### Como entrenador

#### Peñarol
El histórico goleador charrúa inició su camino como director técnico al frente de Peñarol en diciembre de 2019. Cachavacha, acompañado por su hermano Pablo, Juan Castillo y Santiago Alfaro en su cuerpo técnico, ocupó el lugar que dejó vacante Diego López, quien se marchó luego de no renovar el vínculo. Debuta en un partido amistoso en una gira por Estados Unidos en el Banc of California Stadium siendo derrotado por Los Angeles Football Club por 2 - 0, anteriormente el conjunto de Peñarol en un partido de práctica vencería al Seattle Sounders. En el Campeonato Uruguayo debutaría con victoria ante Cerro por 2-1 con un agónico gol al finalizar el partido, en el Estadio Campeón del Siglo. El 31 de agosto de 2020 fue cesado luego de caer contra Wanderers en la Fecha 9, debido a irregularidad en los resultados. El club se encontraba al momento 7.º en el Campeonato Uruguayo y estaba empatado en puntos con resto de su grupo con 3 puntos y con 2 juegos realizados.

#### Atenas de San Carlos
El 17 de marzo de 2021 es anunciado oficialmente como nuevo director técnico de Atenas, de la Segunda División de Uruguay. El equipo había sido recientemente adquirido por el Grupo Pachuca de México. El 16 de septiembre de 2021, tras la derrota 2-1 ante Rampla Juniors fue cesado como DT de Atenas, tras desacuerdos con la directiva del club. En este club Forlán dirigió 12 partidos, con 4 victorias, 5 empates y 3 derrotas. Al momento de la destitución el conjunto ateniense se encontraba 6.º alcanzando la zona de playoffs por el tercer ascenso.

## Selección nacional

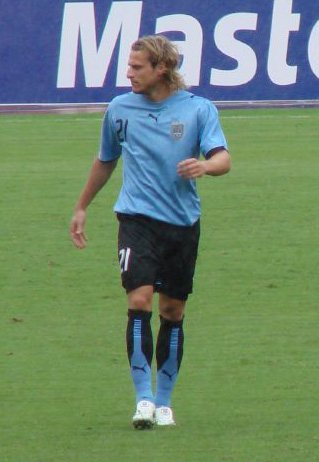
Diego Forlán durante un partido con la selección uruguaya durante la Copa América 2007.

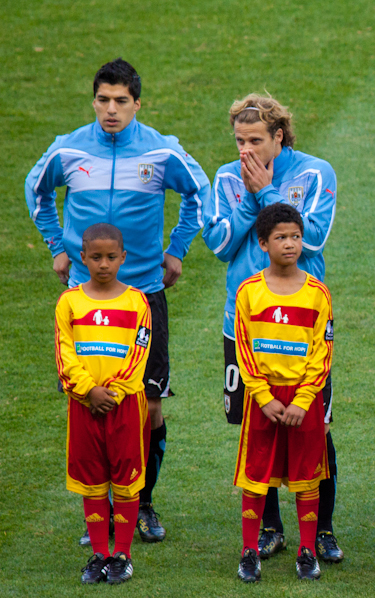
Forlán con Suárez con la selección uruguaya en el Mundial 2010

Ha sido internacional con la selección de fútbol de Uruguay 112 veces y ha marcado 36 goles. Su debut con la selección fue el 27 de marzo de 2002, en un partido amistoso frente a Arabia Saudita disputado en la ciudad de Riad.
En el Mundial de 2002 marcó el segundo gol de Uruguay en el empate 3-3 frente a Senegal, cuando su selección quedó eliminada del torneo. En este encuentro, realizó su debut en un Mundial al iniciarse la segunda mitad del partido, cuando su selección caía derrotada 0-3 en el entretiempo. Como con otros jugadores, la polémica en Uruguay sobre su tardía inclusión, giró en torno a que su representante no era "Paco" Casal, un influyente empresario en el medio deportivo y popular uruguayo.[cita requerida]
En la era Fossati el delantero fue convocado para todos los cotejos de Uruguay, tanto en la Copa América 2004, en la que alcanzó el tercer lugar, como en las eliminatorias de Alemania 2006. En éstas convirtió seis goles, incluyendo dos en el empate 3-3 frente a Brasil en el Maracaná tras ir perdiendo por 0-2, pero se perdió el partido revancha del repechaje frente a Australia por una lesión.
Bajo el mando de Óscar Washington Tabárez, en la Copa América 2007 fue una de las figuras uruguayas más destacadas del torneo, contribuyendo con tres goles a la obtención de un cuarto lugar, además de convertir siete goles en las eliminatorias de Sudáfrica 2010.
En el Mundial de 2010, Forlán fue pieza clave del éxito de la selección charrúa que llegó a las semifinales del torneo, compartió el título de goleador de la competición y fue condecorado con el Balón de Oro, premio otorgado al mejor jugador del torneo. El travesaño del arco defendido por Neuer fue testigo del postrer esfuerzo del delantero: con tiempo cumplido y sin posibilidad de rebote, estrelló allí la última chance del equipo charrúa, en una actuación personal y de equipo que quedará en la Historia.
Luego del mundial no consiguió convertir goles en los amistosos que la selección disputó en preparación para la Copa América 2011. Sin embargo, cortó este período de sequía con dos goles en la final frente a Paraguay que terminaría ganando el seleccionado uruguayo por 3-0, obteniendo la decimoquinta copa en su historia, récord en el palmarés de la competición.
El 12 de mayo de 2014 el entrenador de la selección uruguaya, Óscar Washington Tabárez, incluyó a Forlán en la lista provisional de 25 jugadores con los que inició la preparación para el Copa Mundial de Fútbol de 2014. Finalmente fue confirmado en la lista definitiva de 23 jugadores el 31 de mayo. Anunció su retiro de la selección en marzo de 2015.

### Partidos
Disputó un total de 112 partidos con la selección uruguaya, de los cuales ganó 42, empató 35 y perdió 32, contribuyendo a una efectividad del 49,7% de Uruguay en los encuentros que disputó. Fue titular en 96 partidos mientras que entró como suplente en otros 16. Convirtió 36 goles, con un promedio de 0,35 anotaciones por partido.
| Partidos | Partidos          | Partidos                | Partidos                 | Partidos                   | Partidos                                              | Partidos              | Partidos                         | Partidos                 | Partidos                                                     |
| N.º      | Rival             | Resultado               | Fecha                    | Lugar                      | Competencia                                           | Goles                 | Cambio                           | DT                       | Ref.                                                         |
| -------- | ----------------- | ----------------------- | ------------------------ | -------------------------- | ----------------------------------------------------- | --------------------- | -------------------------------- | ------------------------ | ------------------------------------------------------------ |
| 1        | Arabia Saudita    | 2:3 (1:3)               | 27 de marzo de 2002      | Riad Arabia Saudita        | Amistoso                                              | 4'                    | -                                | Víctor Púa               | 1                                                            |
| 2        | Italia            | 1:1 (0:0)               | 17 de abril de 2002      | Milán · Italia             | Amistoso                                              | -                     | 73' por Gustavo Méndez           | Víctor Púa               | 2                                                            |
| 3        | China             | 2:0 (0:0)               | 16 de mayo de 2002       | Shenyang China             | Amistoso                                              | -                     | 56' por Mario Regueiro           | Víctor Púa               | 3                                                            |
| 4        | Singapur          | 2:1 (1:0)               | 21 de mayo de 2002       | Singapur                   | Amistoso                                              | -                     | -                                | Víctor Púa               | 4                                                            |
| 5        | Senegal           | 3:3 (0:3)               | 11 de junio de 2002      | Suwon Corea del Sur        | Grupo A Copa Mundial de 2002                          | 69'                   | 46' por Marcelo Romero           | Víctor Púa               | 5                                                            |
| 6        | Japón             | 2:0 (1:0)               | 28 de marzo de 2003      | Tokio Japón                | Amistoso                                              | 21'                   | 89' por Fabián Estoyanoff        | Gustavo Ferrín           | 6                                                            |
| 7        | Corea del Sur     | 2:0 (1:0)               | 8 de junio de 2003       | Seoul Corea del Sur        | Amistoso                                              | -                     | 46' por Horacio Peralta          | Juan Ramón Carrasco      | 7                                                            |
| 8        | Argentina         | 2:3 (1:1)               | 20 de agosto de 2003     | Florencia · Italia         | Amistoso                                              | 2'                    | 76' por Carlos Bueno             | Juan Ramón Carrasco      | 8                                                            |
| 9        | Bolivia           | 5:0 (2:0)               | 7 de septiembre de 2003  | Montevideo · Uruguay       | Eliminatorias Copa Mundial de 2006                    | 17'                   | 76' por Vicente Sánchez          | Juan Ramón Carrasco      | 9                                                            |
| 10       | Paraguay          | 1:4 (1:1)               | 10 de septiembre de 2003 | Asunción Paraguay          | Eliminatorias Copa Mundial de 2006                    | -                     | -                                | Juan Ramón Carrasco      | 10                                                           |
| 11       | Chile             | 2:1 (1:1)               | 15 de noviembre de 2003  | Montevideo · Uruguay       | Eliminatorias Copa Mundial de 2006                    | -                     | 46' por Germán Hornos            | Juan Ramón Carrasco      | 11                                                           |
| 12       | Brasil            | 3:3 (0:2)               | 19 de noviembre de 2003  | Curitiba · Brasil          | Eliminatorias Copa Mundial de 2006                    | 57' · 76'             | -                                | Juan Ramón Carrasco      | 12                                                           |
| 13       | Jamaica           | 0:2 (0:1)               | 18 de febrero de 2004    | Kingston Jamaica           | Amistoso                                              | -                     | 46' por Fernando Correa          | Juan Ramón Carrasco      | 13                                                           |
| 14       | Venezuela         | 0:3 (0:1)               | 31 de marzo de 2004      | Montevideo · Uruguay       | Eliminatorias Copa Mundial de 2006                    | -                     | 72' por Carlos Bueno             | Juan Ramón Carrasco      | 14                                                           |
| 15       | Perú              | 1:3 (0:2)               | 1 de junio de 2004       | Montevideo · Uruguay       | Eliminatorias Copa Mundial de 2006                    | 72'                   | 46' por Antonio Pacheco          | Jorge Fossati            | 15                                                           |
| 16       | Colombia          | 0:5 (0:3)               | 6 de junio de 2004       | Barranquilla · Colombia    | Eliminatorias Copa Mundial de 2006                    | -                     | 46' por Fabián Canobbio          | Jorge Fossati            | 16                                                           |
| 17       | México            | 2:2 (1:1)               | 7 de julio de 2004       | Chiclayo · Perú            | Grupo B Copa América 2004                             | -                     | 73' por Martín Parodi            | Jorge Fossati            | 17                                                           |
| 18       | Ecuador           | 2:1 (0:0)               | 10 de julio de 2004      | Chiclayo · Perú            | Grupo B Copa América 2004                             | 60'                   | 68' por Diego Pérez              | Jorge Fossati            | 18                                                           |
| 19       | Argentina         | 2:4 (2:2)               | 13 de julio de 2004      | Piura · Perú               | Grupo B Copa América 2004                             | -                     | -                                | Jorge Fossati            | 19                                                           |
| 20       | Paraguay          | 3:1 (1:1)               | 18 de julio de 2004      | Tacna · Perú               | Cuartos de final Copa América 2004                    | -                     | 69' por Diego Pérez              | Jorge Fossati            | 20                                                           |
| 21       | Brasil            | 1:1 (1:0) 3:5 pen.      | 21 de julio de 2004      | Lima · Perú                | Semifinales Copa América 2004                         | -                     | 61' por Carlos Bueno             | Jorge Fossati            | 21                                                           |
| 22       | Colombia          | 2:1 (1:0)               | 24 de julio de 2004      | Cusco · Perú               | Definición del tercer lugar Copa América 2004         | -                     | 76' por Martín Parodi            | Jorge Fossati            | 22                                                           |
| 23       | Argentina         | 2:4 (0:3)               | 9 de octubre de 2004     | Buenos Aires Argentina     | Eliminatorias Copa Mundial de 2006                    | -                     | 55' por Darío Silva              | Jorge Fossati            | 23                                                           |
| 24       | Chile             | 1:1 (1:0)               | 26 de marzo de 2005      | Santiago · Chile           | Eliminatorias Copa Mundial de 2006                    | -                     | -                                | Jorge Fossati            | 24                                                           |
| 25       | Brasil            | 1:1 (0:0)               | 30 de marzo de 2005      | Montevideo · Uruguay       | Eliminatorias Copa Mundial de 2006                    | 48'                   | -                                | Jorge Fossati            | 25                                                           |
| 26       | Venezuela         | 1:1 (1:0)               | 4 de junio de 2005       | Maracaibo · Venezuela      | Eliminatorias Copa Mundial de 2006                    | 2'                    | 84' por Ernesto Javier Chevantón | Jorge Fossati            | 26                                                           |
| 27       | Perú              | 0:0                     | 7 de junio de 2005       | Lima · Perú                | Eliminatorias Copa Mundial de 2006                    | -                     | -                                | Jorge Fossati            | 27                                                           |
| 28       | España            | 0:2 (0:2)               | 17 de agosto de 2005     | Gijón · España             | Amistoso                                              | -                     | 65' por Marcelo Tejera           | Jorge Fossati            | 28                                                           |
| 29       | Colombia          | 3:2 (1:0)               | 4 de septiembre de 2005  | Montevideo · Uruguay       | Eliminatorias Copa Mundial de 2006                    | -                     | -                                | Jorge Fossati            | 29                                                           |
| 30       | Ecuador           | 0:0                     | 8 de octubre de 2005     | Quito · Ecuador            | Eliminatorias Copa Mundial de 2006                    | -                     | 82' por Álvaro Recoba            | Jorge Fossati            | 30                                                           |
| 31       | Argentina         | 1:0 (1:0)               | 12 de octubre de 2005    | Montevideo · Uruguay       | Eliminatorias Copa Mundial de 2006                    | -                     | 89' por Diego López              | Jorge Fossati            | 31                                                           |
| 32       | Australia         | 1:0 (1:0)               | 12 de noviembre de 2005  | Montevideo · Uruguay       | Repechaje Copa Mundial de 2006                        | -                     | 19' por Darío Silva              | Jorge Fossati            | 32                                                           |
| 33       | Inglaterra        | 1:2 (1:0)               | 1 de marzo de 2006       | Liverpool Inglaterra       | Amistoso                                              | -                     | 86' por Alexander Medina         | Gustavo Ferrín           | 33                                                           |
| 34       | Egipto            | 2:0 (0:0)               | 16 de agosto de 2006     | Alejandría · Egipto        | Amistoso                                              | -                     | 75' por Sebastián Abreu          | Óscar Washington Tabárez | 34                                                           |
| 35       | Georgia           | 0:2 (0:1)               | 15 de noviembre de 2006  | Tiflis Georgia             | Amistoso                                              | -                     | -                                | Óscar Washington Tabárez | 35                                                           |
| 36       | Australia         | 2:1 (1:1)               | 2 de junio de 2007       | Sídney Australia           | Amistoso                                              | 40'                   | 88' por Fabián Estoyanoff        | Óscar Washington Tabárez | 36                                                           |
| 37       | Perú              | 0:3 (0:1)               | 26 de junio de 2007      | Mérida · Venezuela         | Grupo A Copa América 2007                             | -                     | 79' por Gonzalo Vargas           | Óscar Washington Tabárez | 37                                                           |
| 38       | Bolivia           | 1:0 (0:0)               | 30 de junio de 2007      | San Cristóbal · Venezuela  | Grupo A Copa América 2007                             | -                     | 82' por Fabián Estoyanoff        | Óscar Washington Tabárez | 38                                                           |
| 39       | Venezuela         | 0:0                     | 3 de julio de 2007       | Mérida · Venezuela         | Grupo A Copa América 2007                             | -                     | 78' por Sebastián Abreu          | Óscar Washington Tabárez | 39                                                           |
| 40       | Venezuela         | 4:1 (1:1)               | 7 de julio de 2007       | San Cristóbal · Venezuela  | Cuartos de final Copa América 2007                    | 38' · 90+1'           | -                                | Óscar Washington Tabárez | 40                                                           |
| 41       | Brasil            | 2:2 (1:2) 4:5 pen.      | 10 de julio de 2007      | Maracaibo · Venezuela      | Semifinales Copa América 2007                         | 45+5'                 | -                                | Óscar Washington Tabárez | 41                                                           |
| 42       | México            | 1:3 (1:1)               | 14 de julio de 2007      | Caracas · Venezuela        | Definición del tercer lugar Copa América 2007         | -                     | 73' por Vicente Sánchez          | Óscar Washington Tabárez | 42                                                           |
| 43       | Bolivia           | 5:0 (2:0)               | 13 de octubre de 2007    | Montevideo · Uruguay       | Eliminatorias Copa Mundial de 2010                    | 38'                   | 65' por Mario Regueiro           | Óscar Washington Tabárez | 43                                                           |
| 44       | Paraguay          | 0:1 (0:1)               | 17 de octubre de 2007    | Asunción Paraguay          | Eliminatorias Copa Mundial de 2010                    | -                     | -                                | Óscar Washington Tabárez | 44                                                           |
| 45       | Colombia          | 2:2 (0:1)               | 6 de febrero de 2008     | Montevideo · Uruguay       | Amistoso                                              | -                     | 74' por Edinson Cavani           | Óscar Washington Tabárez | 45                                                           |
| 46       | Noruega           | 2:2 (1:0)               | 28 de mayo de 2008       | Oslo · Noruega             | Amistoso                                              | -                     | 77' por Sebastián Fernández      | Óscar Washington Tabárez | 46                                                           |
| 47       | Venezuela         | 1:1 (1:0)               | 14 de junio de 2008      | Montevideo · Uruguay       | Eliminatorias Copa Mundial de 2010                    | -                     | 64' por Carlos Bueno             | Óscar Washington Tabárez | 47                                                           |
| 48       | Perú              | 6:0 (2:0)               | 17 de junio de 2008      | Montevideo · Uruguay       | Eliminatorias Copa Mundial de 2010                    | 8' · 37' (pen.) · 56' | -                                | Óscar Washington Tabárez | 48                                                           |
| 49       | Colombia          | 1:0 (1:0)               | 6 de septiembre de 2008  | Bogotá · Colombia          | Eliminatorias Copa Mundial de 2010                    | -                     | -                                | Óscar Washington Tabárez | 49                                                           |
| 50       | Ecuador           | 0:0                     | 19 de septiembre de 2008 | Montevideo · Uruguay       | Eliminatorias Copa Mundial de 2010                    | -                     | -                                | Óscar Washington Tabárez | 50                                                           |
| 51       | Francia           | 0:0                     | 19 de noviembre de 2008  | Saint-Denis Francia        | Amistoso                                              | -                     | 46' por Edinson Cavani           | Óscar Washington Tabárez | 51                                                           |
| 52       | Paraguay          | 2:0 (1:0)               | 28 de marzo de 2009      | Montevideo · Uruguay       | Eliminatorias Copa Mundial de 2010                    | 28'                   | 79' por Sebastián Abreu          | Óscar Washington Tabárez | 52                                                           |
| 53       | Chile             | 0:0                     | 1 de abril de 2009       | Santiago · Chile           | Eliminatorias Copa Mundial de 2010                    | -                     | -                                | Óscar Washington Tabárez | 53                                                           |
| 54       | Brasil            | 0:4 (0:2)               | 6 de junio de 2009       | Montevideo · Uruguay       | Eliminatorias Copa Mundial de 2010                    | -                     | -                                | Óscar Washington Tabárez | 54                                                           |
| 55       | Venezuela         | 2:2 (0:1)               | 10 de junio de 2009      | Puerto Ordaz · Venezuela   | Eliminatorias Copa Mundial de 2010                    | 72'                   | -                                | Óscar Washington Tabárez | 55                                                           |
| 56       | Colombia          | 3:1 (1:0)               | 9 de septiembre de 2009  | Montevideo · Uruguay       | Eliminatorias Copa Mundial de 2010                    | -                     | -                                | Óscar Washington Tabárez | 56                                                           |
| 57       | Ecuador           | 2:1 (0:0)               | 10 de octubre de 2009    | Quito · Ecuador            | Eliminatorias Copa Mundial de 2010                    | 90+3' (pen.)          | -                                | Óscar Washington Tabárez | 57                                                           |
| 58       | Argentina         | 0:1 (0:0)               | 14 de octubre de 2009    | Montevideo · Uruguay       | Eliminatorias Copa Mundial de 2010                    | -                     | -                                | Óscar Washington Tabárez | 58                                                           |
| 59       | Costa Rica        | 1:0 (1:0)               | 14 de noviembre de 2009  | San José · Costa Rica      | Repechaje Copa Mundial de 2010                        | -                     | -                                | Óscar Washington Tabárez | 59                                                           |
| 60       | Costa Rica        | 1:1 (0:0)               | 18 de noviembre de 2009  | Montevideo · Uruguay       | Repechaje Copa Mundial de 2010                        | -                     | -                                | Óscar Washington Tabárez | 60                                                           |
| 61       | Suiza             | 3:1 (1:1)               | 3 de marzo de 2010       | Saint Gall · Suiza         | Amistoso                                              | 34'                   | 46' por Sebastián Abreu          | Óscar Washington Tabárez | 61                                                           |
| 62       | Israel            | 4:1 (2:1)               | 26 de mayo de 2010       | Montevideo · Uruguay       | Amistoso                                              | 14'                   | 46' por Sebastián Abreu          | Óscar Washington Tabárez | 62                                                           |
| 63       | Francia           | 0:0                     | 11 de junio de 2010      | Ciudad del Cabo Sudáfrica  | Grupo A Copa Mundial de 2010                          | -                     | -                                | Óscar Washington Tabárez | 63 Archivado el 13 de junio de 2018 en Wayback Machine.      |
| 64       | Sudáfrica         | 3:0 (1:0)               | 16 de junio de 2010      | Pretoria Sudáfrica         | Grupo A Copa Mundial de 2010                          | 24' · 80' (pen.)      | -                                | Óscar Washington Tabárez | 64 Archivado el 13 de junio de 2018 en Wayback Machine.      |
| 65       | México            | 1:0 (1:0)               | 22 de junio de 2010      | Rustenburgo Sudáfrica      | Grupo A Copa Mundial de 2010                          | -                     | -                                | Óscar Washington Tabárez | 65 Archivado el 13 de junio de 2018 en Wayback Machine.      |
| 66       | Corea del Sur     | 2:1 (1:0)               | 26 de junio de 2010      | Puerto Elizabeth Sudáfrica | Octavos de final Copa Mundial de 2010                 | -                     | -                                | Óscar Washington Tabárez | 66 Archivado el 13 de junio de 2018 en Wayback Machine.      |
| 67       | Ghana             | 1:1 (1:1, 0:1) 4:2 pen. | 2 de julio de 2010       | Johannesburgo Sudáfrica    | Cuartos de final Copa Mundial de 2010                 | 55'                   | -                                | Óscar Washington Tabárez | 67 Archivado el 13 de junio de 2018 en Wayback Machine.      |
| 68       | Países Bajos      | 2:3 (1:1)               | 6 de julio de 2010       | Ciudad del Cabo Sudáfrica  | Semifinales Copa Mundial de 2010                      | 41'                   | 84' por Sebastián Fernández      | Óscar Washington Tabárez | 68 Archivado el 13 de junio de 2018 en Wayback Machine.      |
| 69       | Alemania          | 2:3 (1:1)               | 10 de julio de 2010      | Puerto Elizabeth Sudáfrica | Definición del tercer lugar Copa Mundial de 2010      | 51'                   | -                                | Óscar Washington Tabárez | 69 Archivado el 13 de junio de 2018 en Wayback Machine.      |
| 70       | China             | 4:0 (0:0)               | 12 de octubre de 2010    | Wuhan China                | Amistoso                                              | -                     | 63' por Sebastián Fernández      | Óscar Washington Tabárez | 70                                                           |
| 71       | Chile             | 0:2 (0:1)               | 17 de noviembre de 2010  | Santiago · Chile           | Amistoso                                              | -                     | 79' por Sebastián Abreu          | Óscar Washington Tabárez | 71                                                           |
| 72       | Estonia           | 0:2 (0:0)               | 25 de marzo de 2011      | Tallin Estonia             | Amistoso                                              | -                     | -                                | Óscar Washington Tabárez | 72                                                           |
| 73       | Irlanda           | 3:2 (3:1)               | 29 de marzo de 2011      | Dublín Irlanda             | Amistoso                                              | -                     | -                                | Óscar Washington Tabárez | 73                                                           |
| 74       | Alemania          | 1:2 (0:2)               | 29 de mayo de 2011       | Sinsheim · Alemania        | Amistoso                                              | -                     | -                                | Óscar Washington Tabárez | 74                                                           |
| 75       | Países Bajos      | 1:1 (0:0)               | 8 de junio de 2011       | Montevideo · Uruguay       | Amistoso                                              | -                     | 77' por Abel Hernández           | Óscar Washington Tabárez | 75                                                           |
| 76       | Estonia           | 3:0 (1:0)               | 23 de junio de 2011      | Rivera · Uruguay           | Amistoso                                              | -                     | 80' por Sebastián Abreu          | Óscar Washington Tabárez | 76                                                           |
| 77       | Perú              | 1:1 (1:1)               | 4 de julio de 2011       | San Juan Argentina         | Grupo C Copa América 2011                             | -                     | -                                | Óscar Washington Tabárez | 77                                                           |
| 78       | Chile             | 1:1 (0:0)               | 8 de julio de 2011       | Mendoza Argentina          | Grupo C Copa América 2011                             | -                     | -                                | Óscar Washington Tabárez | 78                                                           |
| 79       | México            | 1:0 (1:0)               | 12 de julio de 2011      | La Plata Argentina         | Grupo C Copa América 2011                             | -                     | 89' por Sebastián Abreu          | Óscar Washington Tabárez | 79                                                           |
| 80       | Argentina         | 1:1 (1:1, 1:1) 5:4 pen. | 16 de julio de 2011      | Santa Fe Argentina         | Cuartos de final Copa América 2011                    | -                     | -                                | Óscar Washington Tabárez | 80                                                           |
| 81       | Perú              | 2:0 (0:0)               | 19 de julio de 2011      | La Plata Argentina         | Semifinales Copa América 2011                         | -                     | -                                | Óscar Washington Tabárez | 81                                                           |
| 82       | Paraguay          | 3:0 (2:0)               | 24 de julio de 2011      | Buenos Aires Argentina     | Final Copa América 2011                               | 41' · 89'             | -                                | Óscar Washington Tabárez | 82                                                           |
| 83       | Bolivia           | 4:2 (3:1)               | 7 de octubre de 2011     | Montevideo · Uruguay       | Eliminatorias Copa Mundial de 2014                    | -                     | -                                | Óscar Washington Tabárez | 83                                                           |
| 84       | Paraguay          | 1:1 (0:0)               | 11 de octubre de 2011    | Asunción Paraguay          | Eliminatorias Copa Mundial de 2014                    | 67'                   | 83' por Cristian Rodríguez       | Óscar Washington Tabárez | 84                                                           |
| 85       | Rumania           | 1:1 (1:0)               | 29 de febrero de 2012    | Bucarest · Rumania         | Amistoso                                              | -                     | -                                | Óscar Washington Tabárez | 85                                                           |
| 86       | Rusia             | 1:1 (0:0)               | 25 de mayo de 2012       | Moscú · Rusia              | Amistoso                                              | –                     | –                                | Óscar Washington Tabárez | 86                                                           |
| 87       | Venezuela         | 1:1 (1:0)               | 2 de junio de 2012       | Montevideo · Uruguay       | Eliminatorias Copa Mundial de 2014                    | 38'                   | 88' por Sebastián Abreu          | Óscar Washington Tabárez | 87 Archivado el 28 de abril de 2014 en Wayback Machine.      |
| 88       | Perú              | 4:2 (2:1)               | 10 de junio de 2012      | Montevideo · Uruguay       | Eliminatorias Copa Mundial de 2014                    | –                     | 60' por Gastón Ramírez           | Óscar Washington Tabárez | 88 Archivado el 28 de abril de 2014 en Wayback Machine.      |
| 89       | Francia           | 0:0                     | 15 de agosto de 2012     | Le Havre Francia           | Amistoso                                              | –                     | 89' por Sebastián Fernández      | Óscar Washington Tabárez | 89                                                           |
| 90       | Colombia          | 0:4 (0:1)               | 7 de septiembre de 2012  | Barranquilla · Colombia    | Eliminatorias Copa Mundial de 2014                    | –                     | –                                | Óscar Washington Tabárez | 90 Archivado el 28 de abril de 2014 en Wayback Machine.      |
| 91       | Ecuador           | 1:1 (0:1)               | 11 de septiembre de 2012 | Montevideo · Uruguay       | Eliminatorias Copa Mundial de 2014                    | –                     | –                                | Óscar Washington Tabárez | 91 Archivado el 19 de junio de 2014 en Wayback Machine.      |
| 92       | Argentina         | 0:3 (0:0)               | 12 de octubre de 2012    | Mendoza Argentina          | Eliminatorias Copa Mundial de 2014                    | –                     | –                                | Óscar Washington Tabárez | 92 Archivado el 20 de junio de 2014 en Wayback Machine.      |
| 93       | Bolivia           | 1:4 (0:2)               | 16 de octubre de 2012    | La Paz · Bolivia           | Eliminatorias Copa Mundial de 2014                    | –                     | 65' Álvaro Fernández             | Óscar Washington Tabárez | 93 Archivado el 28 de abril de 2014 en Wayback Machine.      |
| 94       | España            | 1:3 (1:1)               | 6 de febrero de 2013     | Doha Catar                 | Amistoso                                              | –                     | 65' Edinson Cavani               | Óscar Washington Tabárez | 94                                                           |
| 95       | Paraguay          | 1:1 (0:0)               | 22 de marzo de 2013      | Montevideo · Uruguay       | Eliminatorias Copa Mundial de 2014                    | –                     | –                                | Óscar Washington Tabárez | 95                                                           |
| 96       | Chile             | 0:2 (0:1)               | 26 de marzo de 2013      | Santiago · Chile           | Eliminatorias Copa Mundial de 2014                    | –                     | 70' por Gastón Ramírez           | Óscar Washington Tabárez | 96 Archivado el 28 de abril de 2014 en Wayback Machine.      |
| 97       | Francia           | 1:0 (0:0)               | 5 de junio de 2013       | Montevideo · Uruguay       | Amistoso                                              | –                     | 46' por Luis Suárez              | Óscar Washington Tabárez | 97                                                           |
| 98       | Venezuela         | 1:0 (1:0)               | 11 de junio de 2013      | Puerto Ordaz · Venezuela   | Eliminatorias Copa Mundial de 2014                    | –                     | –                                | Óscar Washington Tabárez | 98 Archivado el 28 de abril de 2014 en Wayback Machine.      |
| 99       | España            | 1:2 (0:2)               | 16 de junio de 2013      | Recife · Brasil            | Grupo B Copa Confederaciones 2013                     | -                     | 69' por Diego Pérez              | Óscar Washington Tabárez | 99 Archivado el 21 de febrero de 2018 en Wayback Machine.    |
| 100      | Nigeria           | 2:1 (1:1)               | 20 de junio de 2013      | Salvador de Bahía · Brasil | Grupo B Copa Confederaciones 2013                     | 51'                   | –                                | Óscar Washington Tabárez | 100 Archivado el 5 de marzo de 2016 en Wayback Machine.      |
| 101      | Brasil            | 1:2 (0:1)               | 26 de junio de 2013      | Belo Horizonte · Brasil    | Semifinales Copa Confederaciones 2013                 | –                     | –                                | Óscar Washington Tabárez | 101 Archivado el 5 de marzo de 2016 en Wayback Machine.      |
| 102      | Italia            | 1:2 (2:2, 0:1) 2:3 pen. | 30 de junio de 2013      | Salvador de Bahía · Brasil | Definición del tercer lugar Copa Confederaciones 2013 | –                     | –                                | Óscar Washington Tabárez | 102 Archivado el 8 de marzo de 2016 en Wayback Machine.      |
| 103      | Japón             | 4:2 (2:0)               | 14 de agosto de 2013     | Sendai Japón               | Amistoso                                              | 27' · 29'             | –                                | Óscar Washington Tabárez | 103                                                          |
| 104      | Perú              | 2:1 (1:0)               | 6 de septiembre de 2013  | Lima · Perú                | Eliminatorias Copa Mundial de 2014                    | –                     | 25' por Christian Stuani         | Óscar Washington Tabárez | 104 Archivado el 28 de abril de 2014 en Wayback Machine.     |
| 105      | Ecuador           | 0:1 (0:1)               | 11 de octubre de 2013    | Quito · Ecuador            | Eliminatorias Copa Mundial de 2014                    | –                     | 65' por Maximiliano Pereira      | Óscar Washington Tabárez | 105 Archivado el 1 de septiembre de 2014 en Wayback Machine. |
| 106      | Jordania          | 0:5 (0:2)               | 13 de noviembre de 2013  | Amán Jordania              | Repechaje Copa Mundial de 2014                        | –                     | 81' por Luis Suárez              | Óscar Washington Tabárez | 106                                                          |
| 107      | Jordania          | 0:0 (0:0)               | 21 de noviembre de 2013  | Montevideo · Uruguay       | Repechaje Copa Mundial de 2014                        | –                     | 61' por Christian Stuani         | Óscar Washington Tabárez | 107                                                          |
| 108      | Austria           | 1:1 (1:0)               | 5 de marzo de 2014       | Klagenfurt · Austria       | Amistoso                                              | –                     | 46' por Gastón Ramírez           | Óscar Washington Tabárez | 108                                                          |
| 109      | Irlanda del Norte | 1:0 (0:0)               | 31 de mayo de 2014       | Montevideo · Uruguay       | Amistoso                                              | –                     | 46' por Christian Stuani         | Óscar Washington Tabárez | 109                                                          |
| 110      | Eslovenia         | 2:0 (1:0)               | 5 de junio de 2014       | Montevideo · Uruguay       | Amistoso                                              | –                     | –                                | Óscar Washington Tabárez | 110                                                          |
| 111      | Costa Rica        | 1:3 (1:0)               | 14 de junio de 2014      | Fortaleza · Brasil         | Grupo D Copa Mundial de 2014                          | –                     | 60' por Nicolás Lodeiro          | Óscar Washington Tabárez | 111                                                          |
| 112      | Colombia          | 0:2 (0:1)               | 28 de junio de 2014      | Río de Janeiro · Brasil    | Octavos de final Copa Mundial de 2014                 | –                     | 53' por Christian Stuani         | Óscar Washington Tabárez | 112                                                          |

### Participaciones en Copas del Mundo
| Mundial                        | Sede                  | Resultado        | Partidos | Goles |
| ------------------------------ | --------------------- | ---------------- | -------- | ----- |
| Copa Mundial Juvenil de 1999   | Nigeria               | Cuarto lugar     | 4        | 1     |
| Copa Mundial de Fútbol de 2002 | Corea del Sur y Japón | Primera fase     | 1        | 1     |
| Copa Mundial de Fútbol de 2010 | Sudáfrica             | Cuarto lugar     | 7        | 5     |
| Copa Mundial de Fútbol de 2014 | Brasil                | Octavos de final | 2        | 0     |

#### Goles en Copa Mundial de Fútbol
| # | Fecha               | Lugar                                           | Oponente     | Marcador | Resultado      | Competición  |
| - | ------------------- | ----------------------------------------------- | ------------ | -------- | -------------- | ------------ |
| 1 | 11 de junio de 2002 | Estadio Mundialista, Suwon, Corea del Sur       | Senegal      | 2:3      | 3:3            | Mundial 2002 |
| 2 | 16 de junio de 2010 | Loftus Versfeld, Pretoria, Sudáfrica            | Sudáfrica    | 1:0      | 3:0            | Mundial 2010 |
| 3 | 16 de junio de 2010 | Loftus Versfeld, Pretoria, Sudáfrica            | Sudáfrica    | 2:0      | 3:0            | Mundial 2010 |
| 4 | 2 de julio de 2010  | Soccer City, Johannesburgo, Sudáfrica           | Ghana        | 1:1      | 1:1 (4:2 pen.) | Mundial 2010 |
| 5 | 6 de julio de 2010  | Green Point, Ciudad del Cabo, Sudáfrica         | Países Bajos | 1:1      | 2:3            | Mundial 2010 |
| 6 | 10 de julio de 2010 | Nelson Mandela Bay, Puerto Elizabeth, Sudáfrica | Alemania     | 2:1      | 2:3            | Mundial 2010 |

#### Copa Mundial de Fútbol Sudáfrica 2010

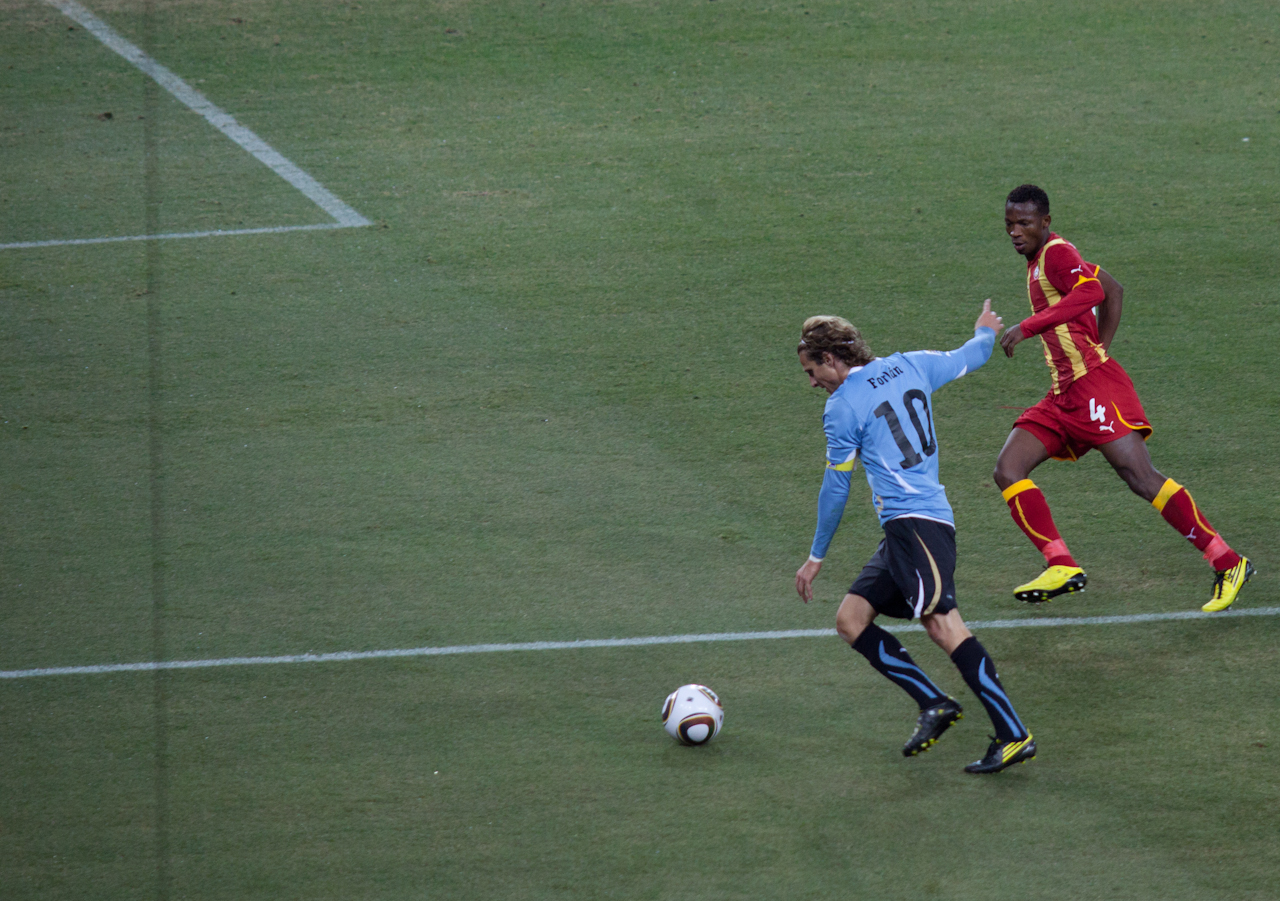
Forlán con la pelota durante el partido contra por los cuartos de final.

Diego Forlán tuvo una excelente participación con la selección uruguaya. En el primer partido de la fase de grupos su rival fue la selección de Francia y obtuvieron un pálido empate sin goles, pero a pesar de ello se llevó el premio de Jugador Budweiser del partido. En el segundo partido, jugado el día 16 de junio de 2010, derrotó en forma inapelable a la selección de Sudáfrica, anfitriona del mundial por 3-0 y convirtió dos goles, uno de ellos de penal y también fue elegido jugador del partido. En su tercer y último partido de primera ronda, jugado el día 22 de junio de 2010, tuvo una buena participación, apareciendo en el primer y único gol de su compañero Luis Suárez ante la selección de México, llevándose así el primer lugar del grupo A con siete puntos. Asimismo, en el partido de cuartos de final contra Ghana, Forlán puso el empate a uno en el marcador con un golazo de tiro libre, y convirtió uno de los penaltis de la tanda final que dio a su selección el pase a semifinales, llevándose por tercera vez el premio al mejor jugador del partido. En semifinales, jugó contra los Países Bajos, dio una memorable actuación y anotó el gol que empató momentáneamente en uno el partido, pero al final no fue suficiente, ya que su selección perdió 3-2.
En el partido contra la selección alemana, por el tercer y el cuarto puesto, Forlán anotó el 2-1 parcial a favor del seleccionado uruguayo a los 51' del partido con una volea desde el borde del área, luego de un centro de su compañero de equipo Arévalo Ríos, en lo que fue el mejor gol del mundial.
La última oportunidad fue para Forlán por una infracción de Friedrich en la puerta del área. El árbitro mexicano Benito Archundia, de buen trabajo, avisó que no había siquiera rebote. El delantero uruguayo tuvo en sus pies la posibilidad de definir en alarque, pero no pudo ser porque el terrible disparo movió el travesaño y todo terminó. Con goles de Jansen y de Khedira, Alemania se llevó el tercer puesto venciendo por 3-2, pero Uruguay terminó en un dignísimo cuarto lugar, la mejor posición en cuarenta años.
Forlán compartió, con 5 anotaciones, el primer lugar en la tabla de goleadores con Thomas Müller, Wesley Sneijder y David Villa formando parte del equipo de las estrellas. Además, consiguió el Balón de Oro al mejor jugador del mundial, recibiendo 23,4% de los votos de las personas acreditadas por la FIFA, siendo también parte del equipo ideal del mundial.

### Participaciones en Copa Confederaciones
| Copa                      | Sede   | Resultado    | Partidos | Goles |
| ------------------------- | ------ | ------------ | -------- | ----- |
| Copa Confederaciones 2013 | Brasil | Cuarto lugar | 4        | 1     |

### Participaciones en Copa América
| Copa              | Sede      | Resultado    | Partidos | Goles |
| ----------------- | --------- | ------------ | -------- | ----- |
| Copa América 2004 | Perú      | Tercer lugar | 6        | 1     |
| Copa América 2007 | Venezuela | Cuarto lugar | 6        | 3     |
| Copa América 2011 | Argentina | Campeón      | 6        | 2     |

#### Copa América Venezuela 2007
Diego Forlán tuvo una buena participación en esta Copa América 2007, en la que anotó 3 goles: 2 en un partido contra Venezuela de cuartos de final, lo que le significó el pasaje de la selección uruguaya a la semifinal donde convirtió un gol contra Brasil. En esta, sin embargo, falló un penal en la definición desde los once pasos para desequilibrar el empate entre Uruguay y Brasil en los 90 minutos de 2-2 (donde el arquero brasileño se adelantó de la línea del arco notablemente y el árbitro no marcó la falta), siendo uno de los tres marrados que le produjo la derrota a la "Celeste" por 5-4 en dicha contienda.

#### Copa América Argentina 2011

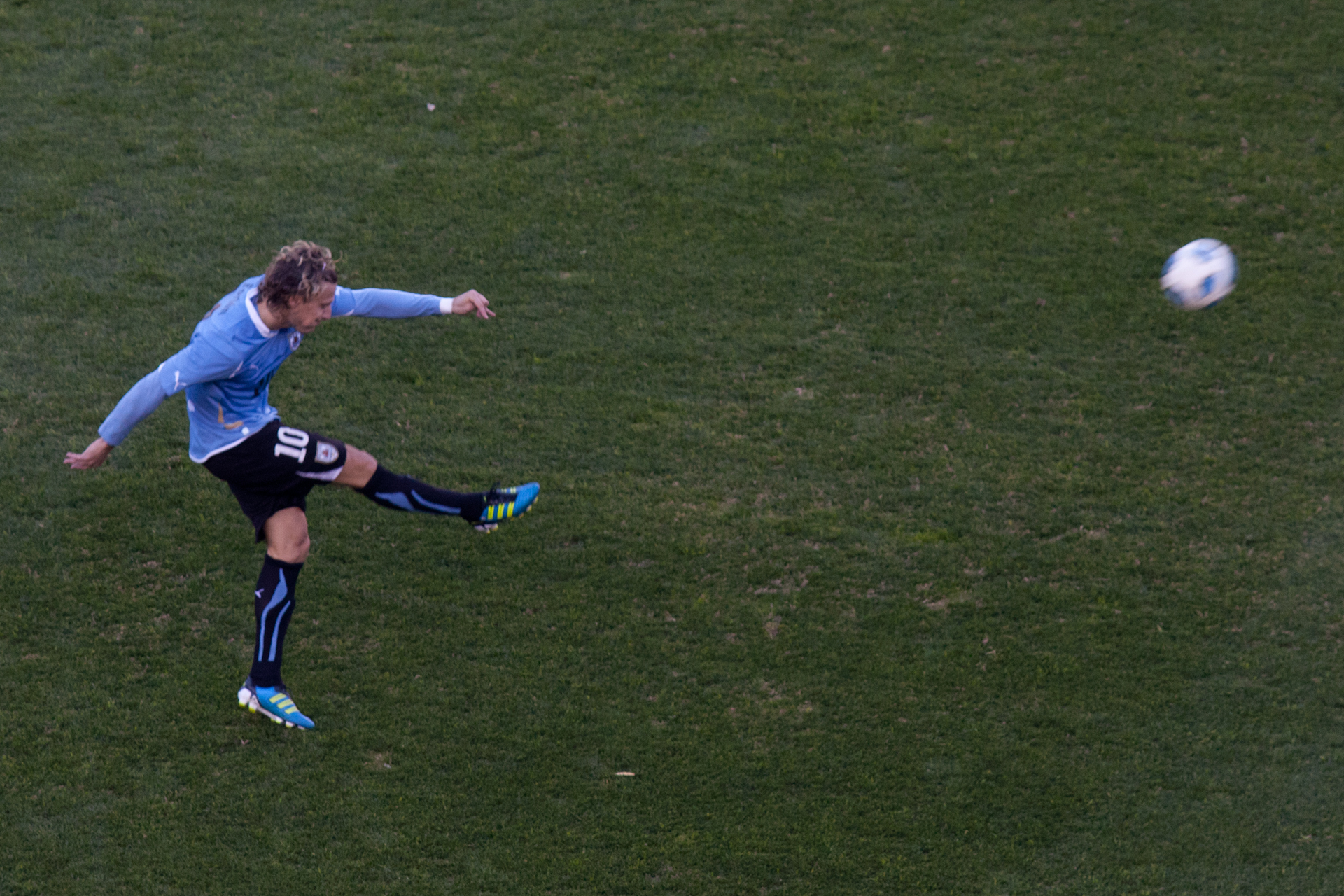
Diego Forlán durante la final de la Copa América 2011.

Diego Forlán logró su primer título con la selección uruguaya en la Copa América 2011, en la que comandó el ataque uruguayo junto a Luis Suárez durante los 6 partidos del torneo. A nivel personal fue condecorado con el premio a mejor jugador del partido en el triunfo de la fase de grupos frente a México y convirtió dos goles, ambos en la final del torneo frente a Paraguay, la cual terminó 3-0.
Con este título, Diego Forlán es el tercer miembro de su familia en coronarse campeón de este torneo. Su abuelo, Juan Carlos Corazo, y su padre, Pablo Forlán, fueron campeones en el pasado.

## Vida personal
Diego Forlán nació en una familia de futbolistas. Su padre, Pablo Forlán, fue Campeón de América y del Mundo con Peñarol en 1966 y campeón paulista en Brasil con São Paulo (1970-1975), jugando asimismo para la selección de fútbol de Uruguay en los Campeonatos Mundiales Inglaterra 1966, México 1970 y Alemania 1974. Su abuelo materno, Juan Carlos Corazzo, jugó en el Club Atlético Independiente de Argentina hasta 1937, dirigió la selección de fútbol de Uruguay en la Copa Mundial de Fútbol de 1962 y fue Campeón Sudamericano 1967 en Montevideo. También es hermano menor del también exfutbolista uruguayo Pablo Forlán Corazo, quien jugó en clubes como Defensor Sporting y Colón de su país y Santiago Wanderers de Chile.
Es miembro fundador de la Fundación Alejandra Forlán, encabezada por su hermana, Alejandra Forlán quien sufrió un accidente automovilístico en el que ella quedó paralizada y su novio falleció. Ella inspiró a su hermano Diego para jugar al fútbol, y toda la familia trabaja en conjunto para promocionar la mencionada fundación en Uruguay.
En el año 2009, Diego Forlán anunció su compromiso con la modelo y actriz Zaira Nara. Sin embargo, dos años después, y por razones que aún se desconocen, ambos anunciaron su ruptura. Aún pasados más de diez años desde esta separación siguen surgiendo consecuencias mediáticas sobre sus entretelones.
A fines de 2013, Diego Forlán se casa con Paz Cardoso y ambos tuvieron un hijo, Martín, en febrero de 2016, y una hija, Luz, en mayo de 2017. En febrero de 2019 nació su tercer hijo, César. En marzo del 2021, tuvieron su cuarto hijo, José.
El 6 de agosto de 2019 Forlán anunció en el programa Telemundo de la TV uruguaya su retiro definitivo como jugador profesional de fútbol.

## Estadísticas

### Como jugador

#### Clubes
| Club | Div.          | Temporada     | Liga  | Liga  | Liga   | Regional(1) | Regional(1) | Regional(1) | Copas nacionales(2) | Copas nacionales(2) | Copas nacionales(2) | Torneos internacionales(3) | Torneos internacionales(3) | Torneos internacionales(3) | Total(4) | Total(4) | Total(4) | Media goleadora |
| Club | Div.          | Temporada     | Part. | Goles | Asist. | Part.       | Goles       | Asist.      | Part.               | Goles               | Asist.              | Part.                      | Goles                      | Asist.                     | Part.    | Goles    | Asist.   | Media goleadora |
| --- | ------------- | ------------- | ----- | ----- | ------ | ----------- | ----------- | ----------- | ------------------- | ------------------- | ------------------- | -------------------------- | -------------------------- | -------------------------- | -------- | -------- | -------- | --------------- |
| CA Independiente Argentina |               |               |       |       |        |             |             |             |                     |                     |                     |                            |                            |                            |          |          |          |                 |
| 1.ª | 1998          | 2             | 0     | 0     | —      | —           | —           | —           | —                   | —                   | —                   | —                          | —                          | 2                          | 0        | 0        | 0        |                 |
| 1.ª | 1999-00       | 24            | 7     | 2     | —      | —           | —           | —           | —                   | —                   | —                   | —                          | —                          | 24                         | 7        | 2        | 0.29     |                 |
| 1.ª | 2000-01       | 36            | 18    | 4     | —      | —           | —           | —           | —                   | —                   | 4                   | 1                          | 0                          | 40                         | 19       | 4        | 0.48     |                 |
| 1.ª | 2001          | 18            | 12    | 2     | —      | —           | —           | —           | —                   | —                   | 7                   | 2                          | 1                          | 25                         | 14       | 3        | 0.56     |                 |
| Total club | Total club    | 80            | 37    | 8     | 0      | 0           | 0           | 0           | 0                   | 0                   | 11                  | 3                          | 1                          | 91                         | 40       | 9        | 0.44     |                 |
| Manchester United Inglaterra |               |               |       |       |        |             |             |             |                     |                     |                     |                            |                            |                            |          |          |          |                 |
| 1.ª | 2002          | 13            | 0     | 0     | —      | —           | —           | —           | —                   | —                   | 5                   | 0                          | 0                          | 18                         | 0        | 0        | 0        |                 |
| 1.ª | 2002-03       | 25            | 6     | 3     | —      | —           | —           | 7           | 2                   | 1                   | 13                  | 1                          | 0                          | 45                         | 9        | 4        | 0.2      |                 |
| 1.ª | 2003-04       | 24            | 4     | 4     | —      | —           | —           | 4           | 2                   | 0                   | 4                   | 2                          | 1                          | 32                         | 8        | 5        | 0.25     |                 |
| 1.ª | 2004          | 1             | 0     | 0     | —      | —           | —           | 1           | 0                   | 0                   | 1                   | 0                          | 0                          | 3                          | 0        | 0        | 0        |                 |
| Total club | Total club    | 63            | 10    | 7     | 0      | 0           | 0           | 12          | 4                   | 1                   | 23                  | 3                          | 1                          | 98                         | 17       | 9        | 0.17     |                 |
| Villarreal CF · España |               |               |       |       |        |             |             |             |                     |                     |                     |                            |                            |                            |          |          |          |                 |
| 1.ª | 2004-05       | 38            | 25    | 6     | —      | —           | —           | 1           | 0                   | 0                   | —                   | —                          | —                          | 39                         | 25       | 6        | 0.64     |                 |
| 1.ª | 2005-06       | 32            | 10    | 5     | —      | —           | —           | 2           | 0                   | 0                   | 13                  | 3                          | 1                          | 47                         | 13       | 6        | 0.28     |                 |
| 1.ª | 2006-07       | 36            | 19    | 2     | —      | —           | —           | 4           | 1                   | 0                   | 2                   | 1                          | 1                          | 42                         | 21       | 3        | 0.5      |                 |
| Total club | Total club    | 106           | 54    | 13    | 0      | 0           | 0           | 7           | 1                   | 0                   | 15                  | 4                          | 2                          | 128                        | 59       | 15       | 0.46     |                 |
| Atlético de Madrid · España |               |               |       |       |        |             |             |             |                     |                     |                     |                            |                            |                            |          |          |          |                 |
| 1.ª | 2007-08       | 36            | 16    | 2     | —      | —           | —           | 6           | 1                   | 1                   | 11                  | 6                          | 3                          | 53                         | 23       | 5        | 0.43     |                 |
| 1.ª | 2008-09       | 33            | 32    | 10    | —      | —           | —           | 3           | 1                   | 0                   | 9                   | 2                          | 1                          | 45                         | 35       | 11       | 0.78     |                 |
| 1.ª | 2009-10       | 33            | 18    | 7     | —      | —           | —           | 6           | 3                   | 1                   | 17                  | 7                          | 2                          | 56                         | 28       | 10       | 0.5      |                 |
| 1.ª | 2010-11       | 32            | 8     | 7     | —      | —           | —           | 3           | 1                   | 0                   | 7                   | 1                          | 0                          | 42                         | 10       | 7        | 0.24     |                 |
| 1.ª | 2011          | —             | —     | —     | —      | —           | —           | —           | —                   | —                   | 2                   | 0                          | 1                          | 2                          | 0        | 1        | 0        |                 |
| Total club | Total club    | 134           | 74    | 26    | 0      | 0           | 0           | 18          | 6                   | 2                   | 46                  | 16                         | 7                          | 198                        | 96       | 34       | 0.48     |                 |
| Inter de Milán · Italia |               |               |       |       |        |             |             |             |                     |                     |                     |                            |                            |                            |          |          |          |                 |
| 1.ª | 2011-12       | 18            | 2     | 3     | —      | —           | —           | —           | —                   | —                   | 2                   | 0                          | 0                          | 20                         | 2        | 3        | 0.1      |                 |
| SC Internacional · Brasil |               |               |       |       |        |             |             |             |                     |                     |                     |                            |                            |                            |          |          |          |                 |
| 1.ª | 2012          | 19            | 5     | 1     | —      | —           | —           | —           | —                   | —                   | —                   | —                          | —                          | 19                         | 5        | 1        | 0.26     |                 |
| 1.ª | 2013          | 15            | 5     | 2     | 13     | 9           | 3           | 8           | 3                   | 1                   | —                   | —                          | —                          | 36                         | 17       | 6        | 0.47     |                 |
| Total club | Total club    | 34            | 10    | 3     | 13     | 9           | 3           | 8           | 3                   | 1                   | 0                   | 0                          | 0                          | 55                         | 22       | 7        | 0.4      |                 |
| Cerezo Osaka Japón |               |               |       |       |        |             |             |             |                     |                     |                     |                            |                            |                            |          |          |          |                 |
| 1.ª | 2014          | 26            | 7     | 1     | —      | —           | —           | 3           | 0                   | 0                   | 6                   | 2                          | 1                          | 35                         | 9        | 2        | 0.26     |                 |
| 2.ª | 2015          | 16            | 10    | 3     | —      | —           | —           | —           | —                   | —                   | —                   | —                          | —                          | 16                         | 10       | 3        | 0.63     |                 |
| Total club | Total club    | 42            | 17    | 4     | 0      | 0           | 0           | 3           | 0                   | 0                   | 6                   | 2                          | 1                          | 51                         | 19       | 5        | 0.37     |                 |
| CA Peñarol · Uruguay |               |               |       |       |        |             |             |             |                     |                     |                     |                            |                            |                            |          |          |          |                 |
| 1.ª | 2015-16       | 31            | 8     | 13    | —      | —           | —           | —           | —                   | —                   | 3                   | 0                          | 0                          | 34                         | 8        | 13       | 0.24     |                 |
| Mumbai City India |               |               |       |       |        |             |             |             |                     |                     |                     |                            |                            |                            |          |          |          |                 |
| 1.ª | 2017          | 12            | 5     | 3     | —      | —           | —           | —           | —                   | —                   | —                   | —                          | —                          | 12                         | 5        | 3        | 0.42     |                 |
| Kitchee SC Hong Kong |               |               |       |       |        |             |             |             |                     |                     |                     |                            |                            |                            |          |          |          |                 |
| 1.ª | 2018          | 7             | 5     | 1     | —      | —           | —           | 2           | 1                   | 1                   | 5                   | 0                          | 1                          | 14                         | 6        | 3        | 0.43     |                 |
| Total carrera | Total carrera | Total carrera | 527   | 222   | 68     | 13          | 9           | 3           | 50                  | 15                  | 5                   | 111                        | 28                         | 13                         | 701      | 274      | 89       | 0.32            |
| (1) Incluye datos del Campeonato Gaúcho (2013) (2) Incluye datos de la Copa de la Liga de Inglaterra / FA Cup / Community Shield (2002-04); Copa del Rey (2004-11); Copa de Brasil (2013); Copa del Emperador / Copa J. League (2014); Copa FA de Hong Kong (2018). (3) Incluye datos de la Copa Mercosur (2000-01); Copa Intertoto de la UEFA (2006-07); Supercopa de la UEFA (2010); Copa de la UEFA/Liga Europa de la UEFA (2007-11); Liga de Campeones de la UEFA (2002-12); Copa Libertadores (2016); Liga de Campeones de la AFC (2014-18). (4) No incluye goles en partidos amistosos. |               |               |       |       |        |             |             |             |                     |                     |                     |                            |                            |                            |          |          |          |                 |

#### Selecciones
| Selección | Temporada     | Amistosos | Amistosos | Amistosos | Sudamérica(1) | Sudamérica(1) | Sudamérica(1) | Mundial(2) | Mundial(2) | Mundial(2) | Total | Total | Total  | Media goleadora |
| Selección | Temporada     | Part.     | Goles     | Asist.    | Part.         | Goles         | Asist.        | Part.      | Goles      | Asist.     | Part. | Goles | Asist. | Media goleadora |
| --- | ------------- | --------- | --------- | --------- | ------------- | ------------- | ------------- | ---------- | ---------- | ---------- | ----- | ----- | ------ | --------------- |
| Sub-20 · Uruguay | 1999          | —         | —         | —         | 9             | 1             | 3             | 4          | 1          | 0          | 13    | 2     | 3      | 0.15            |
| Sub-20 · Uruguay | Total         | 0         | 0         | 0         | 9             | 1             | 3             | 4          | 1          | 0          | 13    | 2     | 3      | 0.15            |
| Adulta · Uruguay | 2002          | 4         | 1         | 1         | —             | —             | —             | 1          | 1          | 0          | 5     | 2     | 1      | 0.4             |
| Adulta · Uruguay | 2003          | 3         | 2         | 0         | 4             | 3             | 0             | —          | —          | —          | 7     | 5     | 0      | 0.71            |
| Adulta · Uruguay | 2004          | 1         | 0         | 0         | 10            | 2             | 1             | —          | —          | —          | 11    | 2     | 1      | 0.18            |
| Adulta · Uruguay | 2005          | 1         | 0         | 0         | 8             | 2             | 2             | —          | —          | —          | 9     | 2     | 2      | 0.22            |
| Adulta · Uruguay | 2006          | 3         | 0         | 0         | —             | —             | —             | —          | —          | —          | 3     | 0     | 0      | 0               |
| Adulta · Uruguay | 2007          | 1         | 1         | 0         | 8             | 4             | 3             | —          | —          | —          | 9     | 5     | 3      | 0.56            |
| Adulta · Uruguay | 2008          | 3         | 0         | 0         | 4             | 3             | 2             | —          | —          | —          | 7     | 3     | 2      | 0.43            |
| Adulta · Uruguay | 2009          | —         | —         | —         | 9             | 3             | 2             | —          | —          | —          | 9     | 3     | 2      | 0.33            |
| Adulta · Uruguay | 2010          | 4         | 2         | 0         | —             | —             | —             | 7          | 5          | 1          | 11    | 7     | 1      | 0.64            |
| Adulta · Uruguay | 2011          | 5         | 1         | 2         | 8             | 3             | 1             | —          | —          | —          | 13    | 3     | 3      | 0.23            |
| Adulta · Uruguay | 2012          | 3         | 0         | 0         | 6             | 1             | 0             | —          | —          | —          | 9     | 1     | 0      | 0.11            |
| Adulta · Uruguay | 2013          | 4         | 2         | 0         | 6             | 0             | 0             | 4          | 1          | 1          | 14    | 3     | 1      | 0.21            |
| Adulta · Uruguay | 2014          | 3         | 0         | 1         | —             | —             | —             | 2          | 0          | 0          | 5     | 0     | 1      | 0               |
| Adulta · Uruguay | Total         | 35        | 9         | 4         | 63            | 21            | 11            | 14         | 7          | 2          | 112   | 36    | 17     | 0.32            |
| Total carrera | Total carrera | 35        | 9         | 4         | 72            | 22            | 14            | 18         | 8          | 2          | 125   | 38    | 20     | 0.3             |
| (1) Incluye los partidos del Sudamericano Sub-20 (1999); Clasificatorias Sudamericanas / Copa América (2003-13). (2) Incluye los partidos de los Copa FIFA Confederaciones (2013). |               |           |           |           |               |               |               |            |            |            |       |       |        |                 |

#### Resumen estadístico
| Competición             | Partidos | Goles | Promedio | Asistencias | Promedio | Goles y asistencias | Promedio |
| ----------------------- | -------- | ----- | -------- | ----------- | -------- | ------------------- | -------- |
| Primera División        | 511      | 212   | 0.41     | 77          | 0.15     | 289                 | 0.57     |
| Segunda División        | 16       | 10    | 0.63     | 3           | 0.19     | 13                  | 0.81     |
| Regional                | 13       | 9     | 0.69     | 3           | 0.23     | 12                  | 0.92     |
| Copas nacionales        | 50       | 15    | 0.3      | 5           | 0.1      | 20                  | 0.4      |
| Torneos Internacionales | 111      | 28    | 0.25     | 13          | 0.12     | 41                  | 0.37     |
| Selección adulta        | 112      | 36    | 0.32     | 17          | 0.15     | 53                  | 0.47     |
| Selección sub-20        | 13       | 3     | 0.23     | 3           | 0.23     | 6                   | 0.46     |
| Total                   | 826      | 313   | 0.38     | 121         | 0.15     | 434                 | 0.53     |

#### Hat-tricks
| 1 | 19 de agosto de 2000    | José Amalfitani, Buenos Aires     | Vélez Sarsfield - Independiente     |  | 4 - 1 | Torneo Apertura 2001               |
| 2 | 22 de mayo de 2005      | Camp Nou, Barcelona               | Barcelona - Villarreal              |  | 3 - 3 | Primera División de España 2004-05 |
| 3 | 13 de mayo de 2007      | El Sadar, Pamplona                | Villarreal - Osasuna                |  | 4 - 1 | Primera División de España 2006-07 |
| 4 | 17 de junio de 2008     | Centenario, Montevideo            | Uruguay - Perú                      |  | 6 - 0 | Clasificatorias Sudamericanas 2010 |
| 5 | 23 de mayo de 2009      | San Mamés, Bilbao                 | Athletic Club - Atlético de Madrid  |  | 1 - 4 | Primera División de España 2008-09 |
| 6 | 29 de abril de 2015     | Kincho, Osaka                     | Cerezo Osaka - F. C. Tokyo          |  | 3 - 0 | J. League Division 1 2014          |
| 7 | 21 de febrero de 2016   | Centenario, Montevideo            | Peñarol - Defensor Sporting         |  | 5 - 1 | Campeonato Uruguayo 2015-16        |
| 8 | 19 de noviembre de 2016 | Mumbai Football Arena, Bombay     | Mumbai City F. C. - Kerala Blasters |  | 5 - 0 | Indian Super League 2016           |
| 9 | 3 de febrero de 2018    | Tseung Kwan O S Ground, Hong Kong | Lee Man F. C. - Kitchee S. C.       |  | 1 - 5 | Liga Premier 2017-18               |

### Como entrenador

#### Clubes
- Actualizado al 15 de septiembre de 2021.

| Club    | País    | Año   | PJ | PG | PE | PP | GF | GC | Dif. | Efectividad |
| ------- | ------- | ----- | -- | -- | -- | -- | -- | -- | ---- | ----------- |
| Peñarol | Uruguay | 2020  | 11 | 4  | 3  | 4  | 12 | 12 | 0    | 45.45%      |
| Atenas  | Uruguay | 2021  | 12 | 4  | 5  | 3  | 16 | 8  | +8   | 47.22%      |
| Total   | Total   | Total | 23 | 8  | 8  | 7  | 28 | 20 | +8   | 46.37%      |

## Palmarés

### Títulos regionales
| Título            | Club          | Estado             | Año  |
| ----------------- | ------------- | ------------------ | ---- |
| Campeonato Gaúcho | Internacional | Río Grande del Sur | 2013 |

### Torneos nacionales
| Título                   | Club                 | País       | Año     |
| ------------------------ | -------------------- | ---------- | ------- |
| Premier League           | Manchester United FC | Inglaterra | 2002-03 |
| Community Shield         | Manchester United FC | Inglaterra | 2003    |
| FA Cup                   | Manchester United FC | Inglaterra | 2003-04 |
| Torneo Apertura          | Peñarol              | Uruguay    | 2015    |
| Campeonato Uruguayo      | Peñarol              | Uruguay    | 2015-16 |
| Hong Kong Premier League | Kitchee              | Hong Kong  | 2017–18 |
| Community Cup Hong Kong  | Kitchee              | Hong Kong  | 2018    |
| Copa FA de Hong Kong     | Kitchee              | Hong Kong  | 2018    |

### Torneos internacionales
| Título                    | Club                 | Sede      | Año     |
| ------------------------- | -------------------- | --------- | ------- |
| Copa Intertoto de la UEFA | Villarreal           | España    | 2004    |
| Liga Europa de la UEFA    | Atlético de Madrid   | Alemania  | 2009-10 |
| Supercopa de Europa       | Atlético de Madrid   | Mónaco    | 2010    |
| Copa América              | Selección de Uruguay | Argentina | 2011    |

### Distinciones individuales
| Balón de Oro del Mundial |  | Bota de Oro | Bota de Oro 2007-08 · Bota de Oro 2010-11 |

| Distinción                                                                            | Año         |
| ------------------------------------------------------------------------------------- | ----------- |
| Trofeo Pichichi de la Liga de España (25 goles)                                       | 2004-05     |
| Bota de Oro de UEFA                                                                   | 2005        |
| Trofeo EFE                                                                            | 2004-05     |
| Máximo Goleador de la historia del Villarreal                                         | 2007 a 2011 |
| Máximo Goleador uruguayo en la Liga Española                                          | 2008        |
| Trofeo Pichichi de la Liga de España (32 goles)                                       | 2008-09     |
| Bota de Oro de UEFA                                                                   | 2008-2009   |
| Charrúa de Oro al Mejor Deportista de Uruguay                                         | 2009        |
| Mejor jugador de la final de la UEFA Europa League                                    | 2010        |
| Balón de Oro de la Copa Mundial de la FIFA                                            | 2010        |
| Equipo estelar de la Copa Mundial de la FIFA                                          | 2010        |
| Mejor gol de la Copa Mundial de la FIFA                                               | 2010        |
| Charrúa de Oro al Mejor Deportista de Uruguay                                         | 2010        |
| Premio GQ al Mejor Deportista del año                                                 | 2010        |
| Premio Fox Sports al Mejor Futbolista del año                                         | 2010        |
| Premio Fox Sports al Mejor Atleta del año                                             | 2010        |
| Sexto Mejor constructor de juego del mundo según la IFFHS                             | 2010        |
| Quinto lugar en el FIFA Balón de Oro 2010                                             | 2011        |
| Socio Honorario de Peñarol                                                            | 2011        |
| Altar Olímpico de la temporada 2010                                                   | 2011        |
| Cruz de Oficial de la Orden de Isabel la Católica                                     | 2011        |
| Máximo goleador histórico de la Selección de Uruguay en partidos reconocidos por FIFA | 2011 a 2013 |
| Noveno Mejor constructor de juego del mundo según la IFFHS                            | 2011        |
| Séptimo lugar en el FIFA Balón de Oro 2011                                            | 2012        |
| Máximo Goleador del Campeonato Gaucho                                                 | 2013        |
| Segundo mejor gol de la Copa Confederaciones 2013                                     | 2013        |
| Mejor Jugador del Torneo Apertura                                                     | 2015        |